# Troisdorf-Mitte
Troisdorf-Mitte ((DE)  Troisdorf Centro, anche Alt-Troisdorf, ovvero Troisdorf Vecchia, o semplicemente Mitte, Centro) è uno dei dodici quartieri di Troisdorf, nel circondario tedesco del Reno-Sieg, nel Bundesland della Renania Settentrionale-Vestfalia.